# Vilde Rolf smadrer internettet
Vilde Rolf smadrer internettet er en amerikansk animeret spillefilm fra 2018. Filmen er produceret af Walt Disney Animation Studios og distribueret af Walt Disney Pictures og er en efterfølger til Vilde Rolf fra 2012.

## Medvirkende
- John C. Reilly som Ralph (stemme)
- Sarah Silverman som Vanellope (stemme)
- Gal Gadot som Shank (stemme)
- Taraji P. Henson som Yesss (stemme)
- Jack McBrayer som Felix (stemme)
- Jane Lynch som Calhoun (stemme)
- Alfred Molina som Double Dan (stemme)
- Ed O'Neill som Mr. Litwak (stemme)
- Alan Tudyk som KnowsMore (stemme)

Herudover har filmen en lang række gæsteoptrædener fra andre af Disneys klassikere, bl.a. medvirker alle tidligere disneyprinsesser i et par scener. Både til den engelske og danske version blev alle nulevende stemmelæggere anvendt til at stemmelægge de tilbagevendende karakterer.